# Чане
Чане́ (ісп. Chané) — у минулому велика етнічна група у складі араваків, що проживала на рівнинах між Гран-Чако і Андами на півночі сучасної Аргентини і півдні Болівії. Мігрували в регіон Великого Конуса разом із низкою інших аравакських народів близько 500 р. до н. е. В наш час існують невеликі громади, що зазнали сильного впливу народу гуарані.

## Історія
Чане створили неолітичну культуру з щільно населеними селами, культивували кукурудзу, арахіс, бавовну і гарбуз, створили оригінальну кераміку, а також графічні зображення, виявлені археологами в околицях сучасних міст Санта-Крус-де-ла-Сьєрра, Самайпати, Портачуело, Вальє-Абахо, Коток, Ель-Парі, Матарал і Варнес. Також створювали дерев'яні маски та одяг з тканини.
Чане були мирною культурою, торгували з носіями мови кечуа (які сформували пізніше імперію інків) і з іншими аравакськіми племенами. Імперія інків і чане уклали пакт для спільної боротьби проти південних сусідів — племен гуарані, яких інки називали «чірігуано». Гуарані постійно здійснювали набіги на землі чане, і ще до іспанської конкісти вони розгромили об'єднані сили чане та інків і захопили територію, де проживали чане, аж до передгір'я Анд. Частина чане була перетворена на рабів, інша частина мігрувала на менш родючі землі на південний схід від колишніх земель проживання. Багато жінок з племені чане були взяті дружинами індіанцями-гуарані і це поклало початок асиміляції чане. В колоніальний період чане, в тому числі і ті, що перейшли на мову гуарані, зазнали асиміляції європейцями.

## Сучасний ареал чане
У наш час існують дві невеличкі громади чане — в Болівії в регіоні Ісосог поблизу міста Санта-Крус-де-ла-Сьєрра, і в Аргентині в округах Якуі і Че-Ренда поблизу міста Тартагаль. В обох випадках чане зазнали впливу носіїв мов і культур гуарані, проте донині зберігають свою ідентичність. Інші нащадки чане були асимільовані спочатку гуарані, потім іспанцями і європейськими переселенцями наступних хвиль.

## Мова Чане
Шане - вимерла мова Аргентини та Болівії. Це був або діалект, або тісно пов’язаний з теренською мовою сімейства мов Аравакан. Даних про цю мову мало. В Аргентині ще говорили в провінції Сальта.